# Dante (DmC Devil May Cry)
Dante è il protagonista del reboot di Devil May Cry. È un ibrido tra un demone e un angelo, noto come nephilim, che vive in una città chiamata Limbo City, controllata segretamente dai demoni e dal loro padrone Mundus. Perseguitato dai demoni sin dalla sua infanzia, Dante ha sviluppato un carattere molto più violento e volgare rispetto alla controparte della serie principale. La sua vita però è destinata a cambiare quando conoscerà l'umana Kat: quest'ultima lo inviterà ad entrare nell'Ordine, l'organizzazione di cui fa parte dedita alla lotta contro i demoni per poter liberare Limbo City.

## Aspetto
Dante ha un viso più rotondo, una piccola cicatrice che attraversa il suo sopracciglio destro e arriva alla guancia, e ha più ampia la mascella rispetto al trailer TGS 2010, in quanto il modello del personaggio è stato aggiornato per assomigliare all'attore che lo raffigura, Tim Phillips, e il suo colore degli occhi sembra essere grigio-blu. I suoi capelli sono neri, con i lati della testa rasata, formando una cresta di capelli in cima alla testa, si assottiglia in un punto alla nuca. Mentre il gioco procede, i capelli nella parte posteriore cambieranno lentamente fino a diventare completamente bianchi. Il vestiario non ricade più vistosamente sul rosso, pur presentandolo spesso ed in buona misura col nero; possiede un amuleto di colore rosso, identico a quello di Vergil, anche se il colore di quest'ultimo è blu. Il suo abbigliamento è costituito da una giacca nera 3/4-length con cappuccio in pelle, rivestimenti interni rossi e la bandiera dell'unione britannica cucita sul braccio sinistro, un tanktop grigio, guanti neri senza dita, jeans scoloriti neri, stivali militari neri, e una collana che ricorda la metà della Amuleto perfetta che ha un posto di rilievo in tutta la serie.  Ha anche uno strano tatuaggio incandescente sulla schiena, tra le scapole. All'inizio del gioco, questo tatuaggio si illumina brevemente e guarisce i graffi che ha sulla schiena e durante il gioco può essere visto attraverso la giacca come egli passa ad un'arma angelica o demoniaca, che è anche accompagnato da un colore blu o rosso.  La sua spada è appesa alla sua schiena favorendo la mano sinistra, e le pistole sono posti in fondine sul retro della sua vita, sotto il cappotto. Dante sembra essere ambidestro, favorendo sia la mano in attacchi corpo a corpo con le sue armi. L'armamentario standard con cui è solitamente ritratto è composto dalle non nuove Rebellion, Ebony e Ivory, ma con alcuni ritocchi stilistici. In modalità Devil Trigger l'aspetto non cambia particolarmente, ma si avvicina a quello tradizionale del personaggio: i capelli diventano d'un candore puro, pur rimanendo dei medesimi taglio e lunghezza, ed il colore della sua giacca vira completamente sul rosso. Rosse sono anche le temporanee venature che percorrono parte del suo volto e che alterano la cromatura delle iridi allo stesso modo.

## Personalità
La personalità del nuovo Dante presenta delle differenze abbastanza marcate con quello della serie principale. Vivere ai margini della società e preso tra due mondi lo fa sentire come un reietto. Giovane e arrabbiato, ma con uno spicco rapido d'arguzia e d'umorismo nero, è scontento e dissociato con la società e piuttosto apatico. Non ha paura ed è senza rispetto per le autorità. Non si fa scrupoli con l'esercizio di dissolutezza e di altri atti edonistici, soprattutto perché crede che non sarà in giro per troppo a lungo, a causa di tutti i demoni costantemente con il fiato sul collo. Racconterà a Kat che temeva di impazzire a causa di questa continua persecuzione e che temeva di aver perso la sua "umanità", tant'è che una volta si è squarciato il petto per vedere se aveva ancora un cuore. Dante inizierà a sviluppare una certa emotività nei confronti di Kat verso la fine del gioco, preoccupandosi per lei e per la sua vita in più di un'occasione.

## Storia
Dante è il figlio di un angelo di nome Eva e di un generale demoniaco di nome Sparda, e dà la caccia agli altri demoni nelle ombre contorte di Limbo City, mentre è lentamente alle prese con i suoi poteri eterei. Dante è cresciuto in vari istituti, orfanotrofi, strutture di correzione dei giovani, e case-famiglia, ma questi sono stati per lo più gestito da demoni, e spesso ha comportato torture e violenze. Dante ha quindi sviluppato un profondo odio per i demoni e l'autorità in generale, ma cerca di rimanere in incognito.
Nonostante questo, attira l'attenzione grazie alle sue tendenze violente e le azioni dei demoni contro di lui. Dante non è sottile nella sua guerra contro di loro, anche arrivando a tirare un pugno a un buttafuori di fronte a un gruppo di persone, al fine di entrare in un night club gestito da demoni. I demoni sono anche meno sottili quando lo combattono, perfettamente disposti a fare a pezzi Limbo City per domarlo. Questi atti reciproci di sabotaggio hanno permesso ai demoni di utilizzare i media per ritrarre Dante come il nemico pubblico numero uno.
Una notte, dopo aver avuto una nottata selvaggia al Devil Dalliance, Dante era distratto e ha permesso al Cacciatore di rintracciarlo. Alla sua roulotte, viene svegliato da Kat, che lo avverte di essere inseguito. Improvvisamente, il cacciatore appare e attira Dante nel Limbo. Il Cacciatore distrugge la sua roulotte, mentre si veste rapidamente e si ritrova circondato da demoni. Sconfiggendoli, incontra di nuovo Kat, la quale gli spiega che lei è una sensitiva e può vederlo, anche se è nel mondo reale, vuole aiutarlo. Dante inizialmente rifiuta la sua offerta, ma Kat lo avverte che non doveva combattere il Cacciatore. Dante evita gli attacchi del Cacciatore, tra cui il rip-off della ruota panoramica. Cerca di usare Ebony & Ivory, ma Kat lo informa che è a prova di proiettile. Dopo che la ragazza gli getta una bottiglia di Wiccan-Charmed al suo volto e lo indebolisce, Dante combatte e sconfigge il Cacciatore. Con i suoi ultimi respiri, gli rivela che lui è il Figlio di Sparda e presto morirà proprio come sua madre, Dante poi uccide il demone e ritorna nel mondo reale, con il molo pesantemente distrutto a causa della situazione nel Limbo. Tenendo il suo ciondolo, Dante pensa ad Eva, che si ricorda a malapena. Mentre lascia il molo, Kat lo ritrova, informandolo che il suo capo lo conosce e vuole incontrarlo. Anche se resistere in un primo momento, alla fine accetta e Kat lo spinge a Limbo City. Gli rivela che lei fa parte dell'Ordine, e l'uomo con la maschera che compare spesso sulle notizie in televisione è il suo capo.
Arrivando all'ingresso dell'Ordine, Dante commenta che non era quello che si aspettava, perché sembra un piccolo garage e Kat ammette che era l'idea, dal momento che l'ingresso vero e proprio è ben nascosto. Quando entrano, va avanti e racconta che ormai i demoni controllano il mondo e il genere umano, e l'Ordine sta combattendo contro di loro, come l'ultima linea di difesa. Poi entrano in una stanza, dove un uomo vestito di nero li aspetta. Nota che Dante non lo riconosce, e rivela il suo nome: Vergil, il fratello gemello a lungo perduto è a capo dell'Ordine. Chiede a Dante di unirsi a lui nella lotta contro i demoni e salvare l'umanità. Ma Dante smentisce, affermando che lui è un tipo solitario. Affermando che lasciando perdere sarà un errore, Vergil chiede a Dante di dargli la possibilità di mostrare la verità su chi è.
Dante viene poi portato in "Paradiso", la vecchia villa dove abitava con i genitori, che è stato a lungo abbandonata. Lì, Kat apre una fenditura, che consente di entrare Limbo e spiega a Dante che le fenditure sono dei punti dove il mondo reale e il Limbo si toccano praticamente, così facendo gli permette di entrare e scoprire il suo passato. Durante l'esplorazione del palazzo, si imbatte in un ritratto strappato di suo padre Sparda con una scultura alata rossa alla base inghiottito con un'aura demoniaca. Sul toccarlo, Dante guadagna l'Arbiter, un'ascia che emana un sinistro potere demoniaco. Come egli riacquista i suoi ricordi d'infanzia, si imbatte in uno stemma che ricorda il tatuaggio sulla schiena. Viene improvvisamente trasportato in un'altra dimensione, dove trova una grande statua di pietra che è incatenata giù. Dante guadagna la forma demoniaca del Ofione e rompe una delle catene. Quando torna nel Limbo, trova un altro ritratto, questa volta di sua madre Eva, con una scultura alata blu, splendente di un azzurro angelico. Mentre tocca la scultura, Dante ottiene l'Osiris, una falce angelica. Continuando la sua ricerca, Dante trova una rosa blu, che lo riporta alla dimensione di prima. Si guadagna la forma angelica dell'Ofione e rompe un'altra catena. Più tardi, Dante trova una foto di Sparda, Eva e Vergil e sé stesso. Si ricorda improvvisamente tutto. Eva gli diede il suo ciondolo, quando era un bambino, e combatteva con Vergil, spesso vincendo facilmente. Erano una famiglia, fino a quando Mundus e il suo esercito demoniaco non li ha trovati. Ha fatto irruzione nella villa e ucciso Eva, strappandole il cuore proprio davanti agli occhi di Dante, per poi divorarlo. Sparda riuscì a far fuggire i suoi due figli e a separarli, ma prima cancellò loro la memoria. Tornando nel mondo reale, Dante si ricorda che lui e Vergil sono effettivamente fratelli gemelli, il quale mostra il suo ciondolo blu che Eva ha dato a lui. Vergil informa Dante che loro padre Sparda è stato eternamente bandito, condannato a un destino ben peggiore della morte. Dante decide quindi di collaborare con l'Ordine nella guerra contro Mundus. Vergil, la mente dell'organizzazione, dice che Mundus esercita un totale controllo sugli umani tramite una bevanda chiamata Virility e tramite le notizie false divulgate dalla Raport News Network, gestita dal demone Bob Barbas. Il piano di Vergil consiste nel far introdurre innanzitutto Dante nella fabbrica della Virility, affinché possa uccidere la demone Succube dalla quale viene ricavato "l'ingrediente segreto" tramite il quale è possibile controllare gli umani.
Dopo essersi occupato della Succube ed aver ottenuto i guanti demoniaci Eryx, Dante si dirige alla sede della Raptor News Network insieme a Kat: una volta entrato nel Limbo, scopre che la sede altro non è che una prigione infernale in cui vengono rinchiusi tutti coloro che si sono rifiutati di sottomettersi a Mundus. Qui Dante conosce Phineas, un demone-saggio amico di Sparda che gli rivela che uno dei pochi punti deboli di Mundus è il figlio che la sua concubina Lilith porta in grembo. Inoltre, sarà proprio grazie a Phineas che Dante riuscirà a sbloccare l'immenso potere del Devil Trigger. Dopo aver sconfitto Bob Barbas ed ottenuto l'arma angelica Aquila, Dante si ridirige immediatamente al quartier general dell'Ordine per salvare Kat e Vergil dalla SWAT. Dante e Vergil sono intrappolati nel Limbo mentre Kat e nel mondo reale: dopo averla rassicurata ed averle promesso che l'avrebbe salvata, Dante assiste inerme alla scena in cui Kat viene picchiata e poi catturata. Poco tempo dopo, Mundus entra in contatto con i due avversari tramite un video in cui propone uno scambio: la vita di Kat in cambio di Dante. Il re demone ignora il fatto che Vergil sia il fratello di Dante e quindi anche un nephilim. Vergil dichiara fin da subito che non intende accettare lo scambio perché ritiene la vita del fratello più importante, nel frattempo Dante gli racconta ciò che Phineas gli ha detto a proposito del figlio di Mundus e del suo intento di catturare Lilith per poi usarla in un eventuale scambio con Kat. Lilith gestisce un night club esclusivo: Dante si dirige lì e dopo aver superato le prove a cui lo ha sottoposto la demone, i due si affrontano. Lilith è sicura di sé perché ad aiutarla c'è anche il "suo bambino" ma anche in due si rivelano troppo deboli: viene così catturata e Dante propone a Mundus lo scambio con Kat. Il giorno stabilito, Dante e Vergil giungono al molo insieme a Lilith mentre una squadra SWAT insieme a Kat: le due donne iniziano a camminare lentamente verso i rispettivi traguardi. Vergil tiene sotto tiro Lilith, lo stesso fanno le squadre SWAT con Kat: tuttavia, il figlio di Sparda si dimostra molto più veloce a premere il grilletto, riuscendo così ad uccidere Lilith ed i poliziotti. La morte della demone, e quindi anche del bambino che portava in grembo, fa scatenare l'ira di Mundus che con una grande onda d'urto distrugge gran parte della città, nonostante ciò i nephilim e la ragazza riescono a mettersi in salvo. Dopo essersi messi al riparo, Kat elabora un piano per introdursi nel nascondiglio di Mundus: questa volta Dante e Vergil dovranno collaborare. Dopo essersi introdotti nell'enorme struttura, è solo Dante a presentarsi davanti a Mundus: la sua intenzione è quella di provocarlo ed allontanarlo dalla porta infernale da cui attinge il suo immenso potere. Il piano funziona e Vergil con la katana Yamato distrugge la porta infernale, ma nessuno sospettava cosa avrebbe causato una simile azione: il Limbo collassa sul mondo reale ed adesso i demoni possono seminare il caos fra gli uomini. Mundus nel frattempo si trasforma nella sua vera forma e combatte contro i due figli di Sparda, venendo sconfitto. Ora che Mundus è morto, Vergil propone a Dante di governare insieme a lui sulla razza umana: egli sostiene che gli uomini sono deboli e che hanno bisogno di qualcuno che li protegga e li guidi. Dante è riluttante all'idea, nonostante il gemello lo avesse poco prima rassicurato sul fatto che il suo regime sarebbe stato molto diverso da quello di Mundus. Dante riesce a sconfiggere Vergil ed è intenzionato ad ucciderlo grazie all'uso del Devil Trigger ma Kat lo prega di fermarsi. Dopo aver interrotto l'utilizzo del Devil Trigger i capelli del protagonista diventano completamente bianchi: probabilmente ciò sta a significare un completo risveglio dei suoi poteri. Dante afferma che da adesso in poi proteggerà il mondo, Vergil nel frattempo ha crea un varco dimensionale con la Yamato per fuggire ma poco prima di sparire tenta di far ragionare il fratello dicendogli che lui non è umano e che quindi ciò che sta facendo non ha senso. Dopo il terribile scontro e la fuga di Vergil, il nephilim vincitore inizia a dubitare di sé stesso, ma Kat lo rassicura dicendogli che lui è Dante, niente di più niente di meno.

## Differenze con la figura della serie principale
- Il Dante della serie principale presenta sin da bambino i capelli bianchi[1][2] , mentre il Dante del DmC nasce con i capelli neri: diventeranno momentaneamente bianchi quando entrerà in modalità Devil Trigger per poi assumere definitivamente quel colore nel finale del gioco.
- Dante, così come Vergil, non è più mezzo umano e mezzo demone, ma metà demone e metà angelo (anche definito nephilim nel corso della storia).
- In DmC, è Dante ad essere il fratello maggiore[3] e Vergil il fratello minore, mentre nella serie principale è il contrario[4].
- Dante in questo gioco ha circa 23 anni[5], è quindi più anziano della sua controparte della serie originale in Devil May Cry 3.